# 海巡署2000噸級巡防救難艦
2000噸級巡防救難艦，為中華民國行政院海岸巡防署依據《巡防艦汰換3年計畫》（台南艦） 及《強化海巡編裝發展方案-2000噸級巡防救難艦新建計畫（99-101）》（新北艦）建造之巡防救難艦。

## 本級艦特色
本級艦的船型是由海軍海發中心與聯合船舶設計中心修改原先海軍取消的二代二級艦計畫而成。
1. 本艦設有夜視系統，提升夜間海上搜救能力。
2. 本艦為本署首艘具有直昇機起降平臺之巡防艦，可供5噸級直昇機起降，於五級海象時可持續有效作業，供直昇機緊急起降。
3. 本船之船體結構強度及完整穩度性能於九級海象時仍具存浮能力，上述相關性能要求，以電腦模擬分析方式驗證。
4. 本船船殼設有非伸縮式穩定翼裝置，可兼顧高、低速時之橫搖穩定性能。
5. 本船飲用淡水設計容量可供68人在海上持續執行30天任務。
6. 本艦備有折臂式吊車及救助籃，可安全撈起海上遇難人員。
7. 本艦艉部拖曳設施，工作負荷30公噸，且拖曳速度5節以上。
8. 本艦之海水及泡沫消防系統噴水槍共4支，可同時使用2支，水平射程70公尺以上。
9. 本艦設有SUS 304不銹鋼製活動式冷凍櫃。
10. 新北艦艦艏砲位裝有40mm快砲，台南艦艦艏砲位原裝有T-75 20毫米機砲，於2016年3月歲修期間移至艦艉，並於艦艏改裝為40mm快砲。

## 同級艦
| 艦名   | 舷號  | 建造廠             | 開工日期      | 下水日期       | 交船日期       | 服役日期      | 除役日期 | 隸屬   | 備註                                                                                   |
| ------ | ----- | ------------------ | ------------- | -------------- | -------------- | ------------- | -------- | ------ | -------------------------------------------------------------------------------------- |
| 台南艦 | CG126 | 中信造船集團       | 2008年5月9日  | 2009年12月29日 | 2010年11月23日 | 2011年1月26日 |          | 南機隊 | 2016年3月於中信造船改裝在艦艏增加一門40mm快砲同時將艦艏的T-75 20毫米機砲拆除移往艦尾。 |
| 新北艦 | CG127 | 台灣國際造船基隆廠 | 2010年9月24日 | 2012年4月30日  | 2012年12月4日  | 2013年3月30日 |          | 北機隊 |                                                                                        |